# Cardanha
Cardanha é uma povoação portuguesa do Município de Torre de Moncorvo que foi sede da extinta Freguesia de Cardanha, freguesia que tinha 15,51 km² de área e 231 habitantes (2011), e, por isso, uma densidade populacional de 14,9 hab/km².
Desde 2013, Freguesia de Cardanha foi extinta (agregada) tendo sido agregada à Freguesia de Adeganha para criara a nova União das Freguesias de Adeganha e Cardanha.
Cardanha dista cerca de 19 km da sede do município. Cardanha está descrita como Área Predominantemente Rural, segundo a Tipologia de Áreas Urbanas. Para além do património arquitectónico e cultural que possui, na Cardanha podem ser visitados outros locais de interesse turístico como a albufeira de Valcovo, a fraga encavalada e a paisagem natural.
Na antiga freguesia, as actividades económicas principais que podíamos encontrar são: agricultura, pastorícia, serralharia e comércio.
A origem do topónimo Cardanha é a mesma que a palavra casa e está relacionado com a raiz indo-europeia card* com o significado de «abrigo, lugar seguro».

## População
| População da freguesia de Cardanha | População da freguesia de Cardanha | População da freguesia de Cardanha | População da freguesia de Cardanha | População da freguesia de Cardanha | População da freguesia de Cardanha | População da freguesia de Cardanha | População da freguesia de Cardanha | População da freguesia de Cardanha | População da freguesia de Cardanha | População da freguesia de Cardanha | População da freguesia de Cardanha | População da freguesia de Cardanha | População da freguesia de Cardanha | População da freguesia de Cardanha |
| ---------------------------------- | ---------------------------------- | ---------------------------------- | ---------------------------------- | ---------------------------------- | ---------------------------------- | ---------------------------------- | ---------------------------------- | ---------------------------------- | ---------------------------------- | ---------------------------------- | ---------------------------------- | ---------------------------------- | ---------------------------------- | ---------------------------------- |
| 1864                               | 1878                               | 1890                               | 1900                               | 1911                               | 1920                               | 1930                               | 1940                               | 1950                               | 1960                               | 1970                               | 1981                               | 1991                               | 2001                               | 2011                               |
| 489                                | 534                                | 598                                | 642                                | 692                                | 557                                | 614                                | 692                                | 620                                | 496                                | 502                                | 415                                | 386                                | 276                                | 231                                |

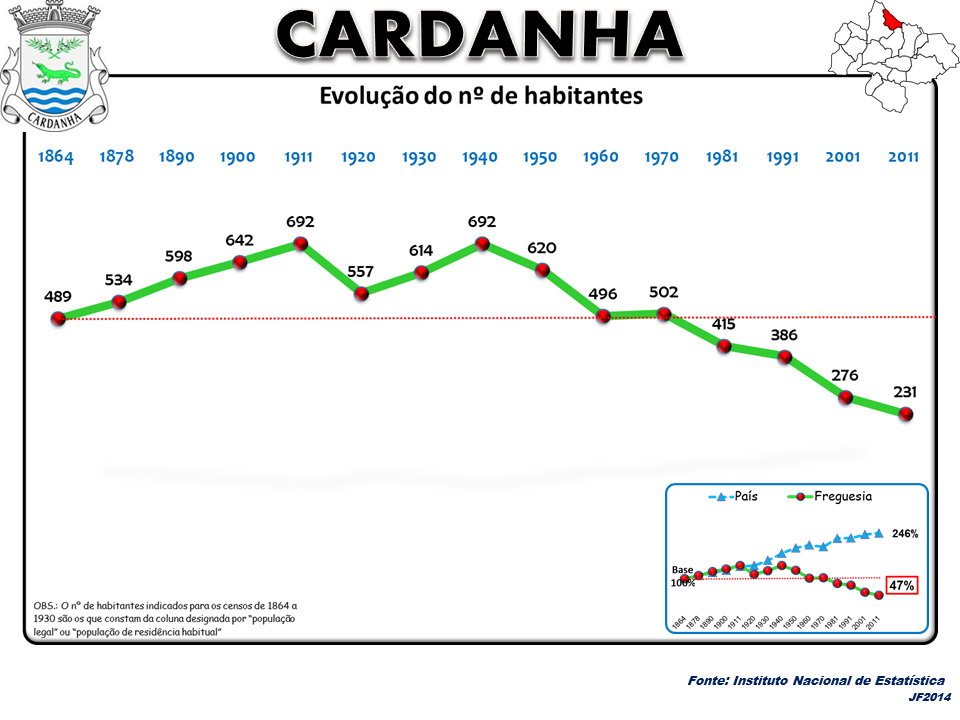
Evolução da População 1864 / 2011
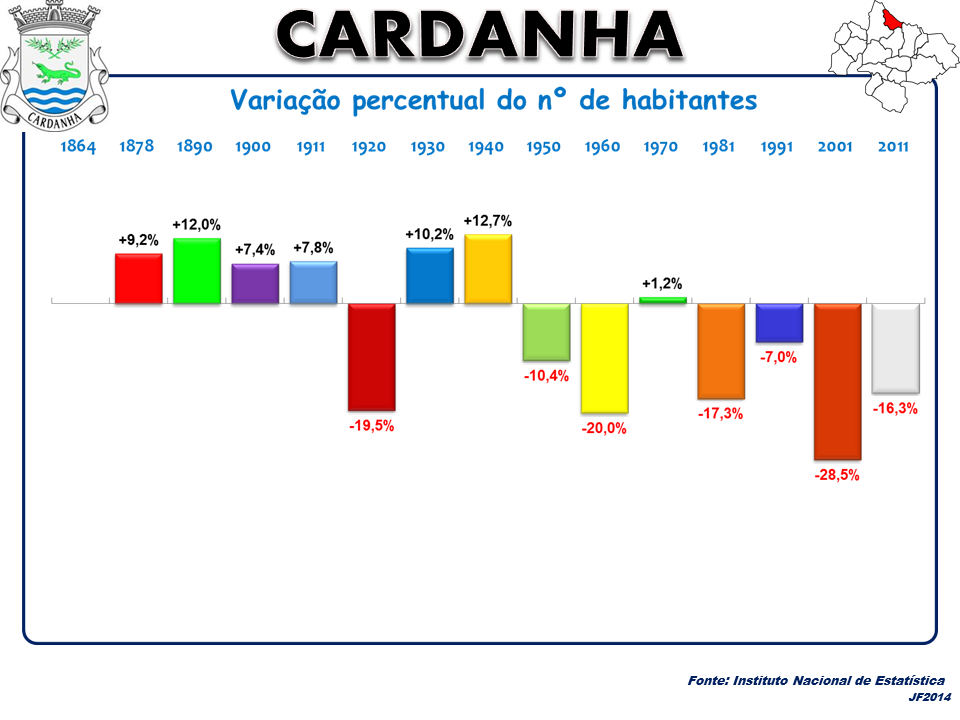
Variação da População 1864 / 2011
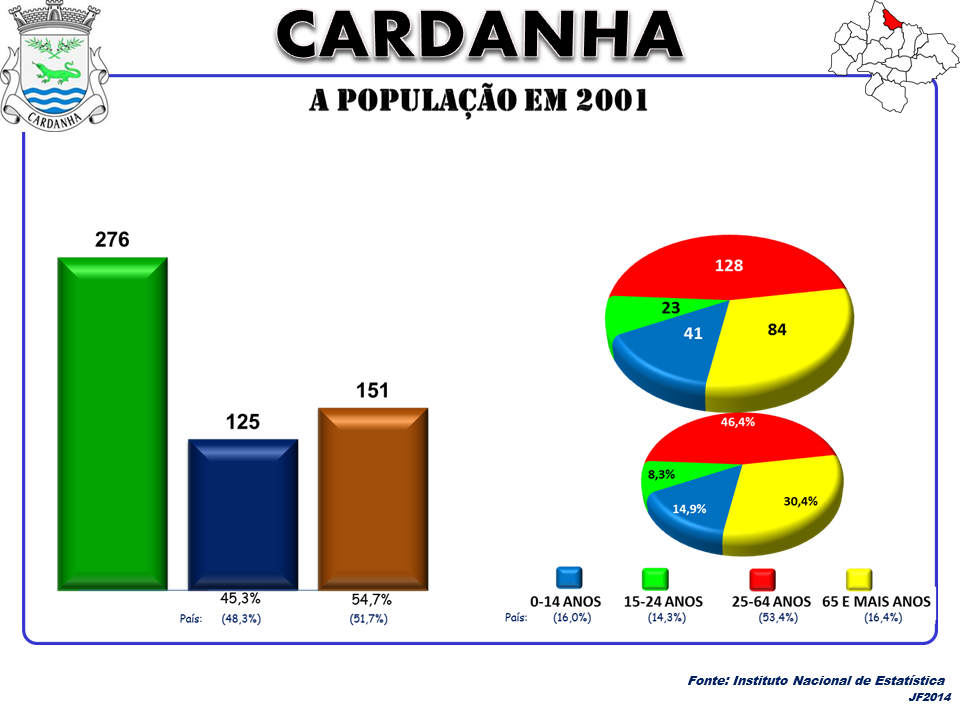
A População em 2001
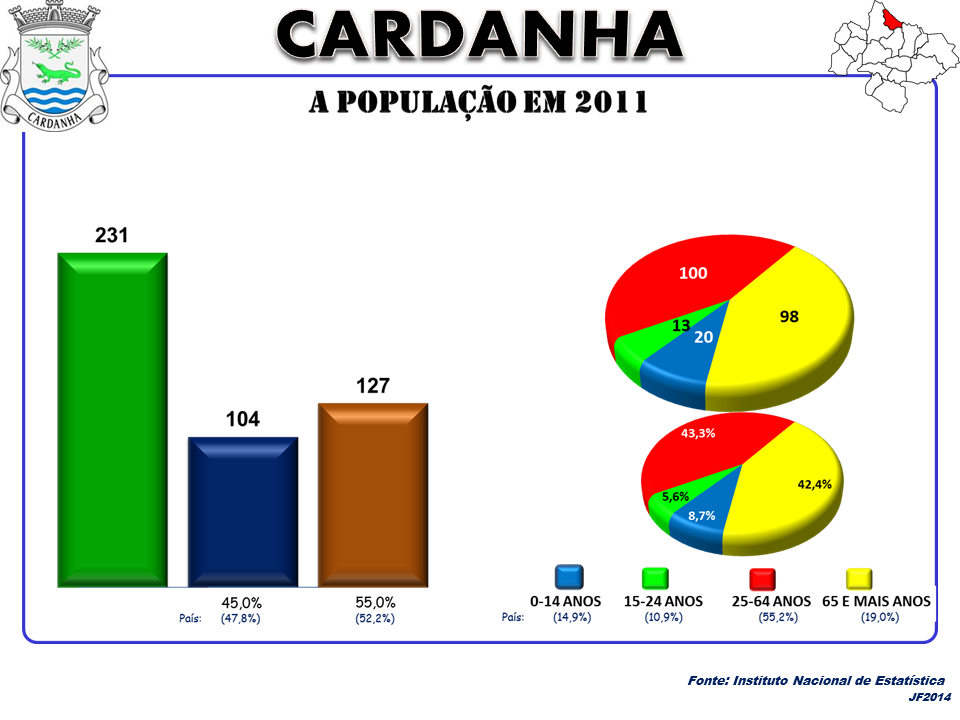
A População em 2011